# Agnes Tilney
Agnes Howard, nacida Tilney (hacia 1477-mayo de 1545), fue la segunda esposa de Thomas Howard, II duque de Norfolk. Así mismo, dos de las esposas del rey Enrique VIII de Inglaterra, Ana Bolena y Catalina Howard, fueron sus nietas adoptivas. Esta última, puesta bajo su cuidado tras la muerte de su madre, tuvo una indiscreta conducta sexual debido a la poca supervisión de Tilney, lo que posteriormente la llevaría a ser ejecutada por traición.
El hermano de Agnes, Sir Philip Tilney, fue el abuelo paterno de Edmund Tilney, Maestro de ceremonias de los reyes de Inglaterra Isabel y Jacobo, cuya madre, Malyn, estuvo implicada en el escándalo surgido en torno a la caída de la reina Catalina.

## Biografía

### Primeros años y matrimonio
Agnes, nacida alrededor de 1477, fue la hija de Sir Hugh Tilney y Eleanor, hija de Walter Tailboys y Alice Stafford Cheyney. Su hermano, Sir Philip Tilney, estuvo al servicio de Thomas Howard, por aquel entonces conde de Surrey, esposo de la prima de Agnes Elizabeth Tilney. La primera esposa de Surrey murió el 4 de abril de 1497, contrayendo matrimonio el conde con Agnes cuatro meses después mediante una dispensa otorgada el 17 de agosto.
El enlace coincidió con un cambio en la situación de Surrey. Como partidario del rey Ricardo III, por quien luchó en la batalla de Bosworth en 1485, Surrey no gozó de buena reputación durante los primeros años del reinado de Enrique VII. No obstante, en 1499 fue llamado a la corte, acompañando al monarca al año siguiente en una visita de Estado a Francia. En 1501 se convirtió en miembro del Consejo Privado, mientras que el 16 de junio fue nombrado Gran Tesorero. Ese mismo año, Surrey se vio involucrado en unas exitosas negociaciones diplomáticas con Fernando II de Aragón e Isabel I de Castilla relativas al matrimonio entre la infanta española Catalina de Aragón y el hijo mayor del rey Enrique, Arturo, príncipe de Gales. Cuando Arturo murió el 2 de abril de 1502, Surrey se encargó de supervisar el funeral, escoltando en 1503 a una de las hijas del rey, Margarita Tudor, a Escocia para su boda con Jacobo IV.
Enrique VII murió el 21 de abril de 1509, actuando Surrey como ejecutor de la última voluntad del rey y sirviendo como conde mariscal en la coronación de Enrique VIII. Cuando se produjo la invasión de una armada escocesa tras la partida de Enrique a Calais el 30 de junio de 1513, Surrey derrotó a las fuerzas escocesas en la batalla de Flodden Field el 9 de septiembre. Esta victoria otorgó renombre y popularidad a Surrey así como recompensas por parte de la Corona; el 1 de febrero de 1514 fue creado duque de Norfolk, mientras que su hijo Thomas obtuvo el título de conde de Surrey, siendo ambos obsequiados con tierras y pensiones anuales y sus ejércitos aumentados en honor al triunfo de Flodden. El puesto de liderazgo de Norfolk entre los miembros de la nobleza se vio reflejado en el papel de Agnes en la corte. La duquesa fungió como madrina de la princesa María, hija de Enrique y Catalina de Aragón, y asistió a la pequeña durante una visita a Francia en 1520.
Para la primavera de 1522, Norfolk tenía casi 80 años y presentaba un grave deterioro de salud, retirándose a su castillo ducal en Framlingham, Suffolk, donde murió el 21 de mayo de 1524. Su funeral y entierro tuvieron lugar el 22 de junio en Thetford Priory, lugar en el que al parecer la ceremonia llevada a cabo fue «espectacular y enormemente cara», propia del noble más rico y poderoso de Inglaterra.

### Duquesa viuda
La duquesa viuda siguió contando con el favor real tras el deceso de su esposo. Las ordenanzas emitidas en Eltham Palace en 1526 indican que Agnes ocupaba el primer puesto en la corte de la reina tras la hermana del rey María Tudor. El 23 de mayo de 1533, el arzobispo Thomas Cranmer declaró nulo el matrimonio de Enrique VIII con Catalina de Aragón. El 25 de enero de ese año (o en una fecha cercana), el rey había contraído matrimonio en secreto con Ana Bolena, nieta adoptiva de la duquesa, siendo Ana coronada como reina consorte de Inglaterra el 1 de junio (la duquesa tuvo un destacado papel en la ceremonia al llevar la cola del vestido de Ana durante la procesión). Del mismo modo, Agnes fungió como madrina en el bautizo de la hija de la reina, Isabel I. Los dos subsecuentes abortos de Ana provocaron las dudas del rey acerca de su matrimonio, si bien la caída de Bolena se produjo a raíz de su conflicto con el primer ministro Thomas Cromwell acerca del reparto del botín obtenido tras la disolución de los monasterios. Ana fue acusada de adulterio, incesto y alta traición, muriendo decapitada en la Torre Verde el 19 de mayo de 1536.
Tras la ejecución de su segunda esposa, Enrique contrajo nupcias con Juana Seymour, instigando Cromwell dos años después para que el rey se desposase con Ana de Cleves el 6 de enero de 1540. No obstante, la repulsión que el monarca sintió por el aspecto físico de su nueva esposa condujo a una rápida anulación del matrimonio mediante un acta del parlamento el 12 de julio del mismo año. Por aquel entonces, Catalina Howard, otra de las nietas adoptivas de la duquesa viuda, había captado la atención del rey, desposándose ambos en una ceremonia privada en Oatlands Palace el 28 de julio de 1540, mismo día en que Cromwell fue ejecutado. Pese al gran amor que Enrique sentía por Catalina, a quien al parecer llamaba su «rosa sin espinas», el matrimonio pronto demostró ser desastroso. Mientras la unión entre ambos continuaba para el otoño de 1541, el reformista religioso John Lascelles y su hermana Mary informaron al arzobispo Thomas Cranmer acerca de la conducta sexualmente indiscreta de la reina con su antiguo profesor de música Henry Manox así como con el secretario de la duquesa viuda, Francis Dereham, el tiempo que Catalina estuvo viviendo en la casa de Agnes ubicada en Lambeth.
El 1 de noviembre de 1541, Cranmer reveló esta información al rey, quien ordenó de inmediato que la reina fuese confinada en sus apartamentos, no volviendo a verla jamás. La duquesa viuda, tras tener conocimiento de lo ocurrido el tiempo que Catalina estuvo bajo su descuidada tutela, llegó a la conclusión de que «si no hay ofensa al matrimonio, ella no puede morir por lo que fue hecho antes». Desafortunadamente para la reina y la duquesa, las investigaciones acometidas por Cranmer y el Consejo revelaron que, con la ayuda de una de sus damas de compañía, Jane Rochford, Catalina había mantenido supuestamente un romance con Thomas Culpeper, uno de los caballeros de la cámara privada favoritos del rey, después de su matrimonio con Enrique.
Dereham, Manox y otros miembros de la casa de la duquesa viuda fueron arrestados e interrogados por el Consejo. Su hijastro, el duque de Norfolk, fue enviado a registrar su casa de Lambeth y a interrogar a los miembros de la misma, quienes revelaron que Agnes había tratado de destruir evidencias quemando los papeles de Dereham y su amigo William Damport. En consecuencia, la duquesa fue enviada a la Torre de Londres, siendo interrogada por el Consejo a finales de noviembre, si bien solo pudo aportar unos pocos datos más de los que ya se conocían. El 1 de diciembre, Dereham y Culpeper fueron acusados de traición, siendo juzgados, declarados culpables y condenados a muerte. Dereham y Damport fueron torturados en un intento por obtener una confesión acerca del supuesto adulterio de Catalina, muriendo ejecutados Dereham y Culpeper en Tyburn. El mismo día, la duquesa viuda fue interrogada de nuevo, admitiendo haber promovido a Catalina como esposa de Enrique teniendo conocimiento de su promiscuidad previa y haber persuadido a la reina de tomar a Dereham bajo su servicio así como haber quemado sus cartas.
Para mediados de diciembre, el hijo mayor de Agnes, William Howard, I barón Howard de Effingham, su esposa y la hija de la duquesa Anne Howard fueron confinados en la Torre de Londres (en esas mismas fechas otra de sus hijas, Katherine Daubeney, Lady Bridgewater, fue también arrestada). El 14 de diciembre de 1541, Norfolk, temiendo por su seguridad, denunció a su madrastra y redactó una carta al rey en la cual vertía toda la culpa sobre Agnes y Catalina. El 22 de diciembre, William Howard, su esposa y varios sirvientes testigos de la conducta sexual de la reina, incluyendo Malyn Tilney (madre de Edmund Tilney, futuro maestro de ceremonias de la reina Isabel), fueron acusados de traición «por ocultar el mal comportamiento de la reina, para difamación del rey y su sucesión», siendo todos ellos sentenciados a cadena perpetua y a la pérdida de sus bienes, aunque muchos de ellos serían posteriormente perdonados tras la ejecución de Catalina. La duquesa viuda, pese a figurar en la acusación, nunca llegó a ser juzgada debido a que era considerada «vieja e irascible», aunque fue igualmente condenada a cadena perpetua y al decomiso de sus tierras y bienes.
El 7 de febrero de 1542 se aprobó contra Catalina y Jane Rochford un bill of attainder (acto legislativo mediante el cual se condena, a menudo sin juicio, a una o varias personas), siendo ambas decapitadas el 13 de febrero en la Torre Verde. El rey consideraba que había razones para condenar a la duquesa viuda por traición del mismo modo que a Dereham, si bien el Consejo instó clemencia en su caso, tras lo cual Agnes fue liberada el 5 de mayo de 1542. Su hijastro, el duque de Norfolk, evitó ser castigado, aunque nunca volvió a contar con la entera confianza del monarca.

### Muerte
Agnes falleció en mayo de 1545 y fue enterrada en Thetford Priory el 31 del mismo mes. El 31 de octubre sus restos fueron exhumados y sepultados en St Mary-at-Lambeth, en Surrey, tal y como había indicado en su testamento.